# Hemsö landskommun
Hemsö landskommun var en tidigare kommun i Västernorrlands län. Kommunen, som i huvudsak omfattade ön Hemsön, saknade fast förbindelse. 

## Administrativ historik
Hemsö landskommun inrättades den 1 januari 1863 i Hemsö socken i Ångermanland  när 1862 års kommunalförordningar trädde i kraft. 
Kommunen upphörde vid kommunreformen 1952, då den uppgick i Säbrå landskommun. Sedan 1971 tillhör området den nuvarande Härnösands kommun.

## Kommunvapen
Hemsö landskommun förde inte något vapen.

### Fotnoter
1. ↑  Per Andersson: Sveriges kommunindelning 1863-1993, Draking, Mjölby 1993, ISBN 91-87784-05-X, s. 90